# ماساهيرو إيواتا
ماساهيرو إيواتا (باليابانية: 岩田 昌浩) (23 سبتمبر 1981 في غيفو في اليابان – )؛ هو لاعب كرة قدم ياباني سابق كان يلعب كلاعب وسط.

## وصلات خارجية
- ماساهيرو إيواتا على موقع رابطة كرة القدم اليابانية للمحترفين (اليابانية)
- ماساهيرو إيواتا على موقع Soccerway.com (الإنجليزية)
- ماساهيرو إيواتا على موقع عالم كرة القدم.نت (الإنجليزية)